# 常德戰鬥 (國共內戰)
常德戰鬥開始於1934年12月17日，地點則是在中國湖南。是第一次国共内战主要戰鬥之一。該戰鬥交戰一方為中華民國國民革命軍，另一方則為中國共產黨所領導之中國工農紅軍。